# CD3D
CD3D (англ. CD3d molecule) – білок, який кодується однойменним геном, розташованим у людей на короткому плечі 11-ї хромосоми. Довжина поліпептидного ланцюга білка становить 171 амінокислот, а молекулярна маса — 18 930.
| 10         |  | 20         |  | 30         |  | 40         |  | 50         |
| ---------- |  | ---------- |  | ---------- |  | ---------- |  | ---------- |
| MEHSTFLSGL |  | VLATLLSQVS |  | PFKIPIEELE |  | DRVFVNCNTS |  | ITWVEGTVGT |
| LLSDITRLDL |  | GKRILDPRGI |  | YRCNGTDIYK |  | DKESTVQVHY |  | RMCQSCVELD |
| PATVAGIIVT |  | DVIATLLLAL |  | GVFCFAGHET |  | GRLSGAADTQ |  | ALLRNDQVYQ |
| PLRDRDDAQY |  | SHLGGNWARN |  | K          |  |            |  |            |

A: Аланін

C: Цистеїн

D: Аспарагінова кислота

E: Глутамінова кислота

F: Фенілаланін

G: Гліцин

H: Гістидин

I: Ізолейцин

K: Лізин

L: Лейцин

M: Метіонін

N: Аспарагін

P: Пролін

Q: Глутамін

R: Аргінін

S: Серин

T: Треонін

V: Валін

W: Триптофан

Кодований геном білок за функціями належить до рецепторів, фосфопротеїнів. 
Задіяний у такому біологічному процесі, як альтернативний сплайсинг. 
Локалізований у мембрані.